# Ingrid Kaehler
Ingrid Kaehler (* 1. Januar 1938 in Rostock) ist eine deutsche Schauspielerin.

## Leben
Ingrid Kaehler hatte Engagements als Theater-Schauspielerin sowie ab 1967 als Hörspiel-Sprecherin. Sie war Gründerin und Prinzipalin des Jungen Theaters in Berlin-Kreuzberg (1980 bis 1991), Friesenstraße 14/Ecke Schwiebusser Straße.
Kaehler spielte in der Literaturverfilmung Der rote Strumpf (1981) von Elfie Donnelly mit und wirkte in zahlreichen Fernsehserien wie Frauenarzt Dr. Markus Merthin (1994) in der Rolle der „Dr. Sörensen“ mit.
Als Synchronsprecherin lieh sie der französischen Schauspielerin Annie Girardot mehrmals ihre Stimme.
Als Lehrerin war sie an der Fritz-Kirchhoff-Schule in Berlin tätig und bildete u. a. Harald Effenberg aus.

## Filmografie (Auswahl)
- 1969: Der rasende Lokalreporter (Fernsehserie, eine Folge)
- 1977: Direktion City (Fernsehserie, eine Folge)
- 1978: Der Hit
- 1979: Der eiserne Gustav (Miniserie, eine Folge)
- 1981: Der rote Strumpf
- 1989: Drei unter einer Decke (Fernsehserie, eine Folge)
- 1992: Ein Heim für Tiere (Fernsehserie, eine Folge)
- 1994: Frauenarzt Dr. Markus Merthin (Fernsehserie, 9 Folgen)
- 1995: Unser Lehrer Doktor Specht (Fernsehserie, 3 Folgen)
- 2002: Ich lass mich scheiden (Fernsehserie, eine Folge)